# Elaphoglossum crassicaule
Elaphoglossum crassicaule är en träjonväxtart som beskrevs av Edwin Bingham Copeland. Elaphoglossum crassicaule ingår i släktet Elaphoglossum och familjen Dryopteridaceae. Inga underarter finns listade.